# Neckera filiformis
Neckera filiformis là một loài Rêu trong họ Neckeraceae. Loài này được (Hedw.) Müll. Hal. miêu tả khoa học đầu tiên năm 1850.